# Martina Hingis
Martina Hingis (Kassa, Csehszlovákia, 1980. szeptember 30. –) Svájcban élő visszavonult cseh–szlovák–magyar származású teniszezőnő.
Egyéniben és párosban is világelső, olimpiai ezüstérmes, négyszeres junior- és huszonötszörös felnőtt Grand Slam-tornagyőztes, egykori junior világbajnok, egyéniben kétszeres (1998, 2000), párosban háromszoros (1999, 2000, 2015) WTA-világbajnok, párosban az ITF világbajnoka (2017). Minden idők legfiatalabb Grand Slam-tornagyőztese, és minden idők legfiatalabb világranglista-vezetője volt.
Pályafutása során egyéniben 43, párosban 64 WTA-tornagyőzelmet szerzett. Egyéniben először 1997. március 31-én került a világranglista élére, amelyet 80 héten át őrzött. Később kisebb megszakításokkal még négy alkalommal vezette a ranglistát, amelynek első helyét összesen 209 hétig birtokolta, ezzel az örökranglista ötödik helyén áll. Párosban először 1998. június 8-án foglalta el a világranglista első helyét, amelyen kis megszakításokkal 2000. március 19-ig összesen 35 héten keresztül állt. 2016. január 16-án került ismét a páros világranglista élére, amely helyét 31 héten át tartotta, majd 2017. október 2-án ismét visszavette az első helyet, amelyet visszavonulásáig őrzött, ezzel összesen 71 héten keresztül vezette a páros világranglistát.
Juniorként minden idők legfiatalabb győzteseként, 12 évesen győzött az 1993-as Roland Garroson. 1994-ben egyéniben és párosban is első lett a Roland Garroson, ugyanebben az évben megnyerte Wimbledonban a junior lányok versenyét, és döntőt játszott a US Openen. Eredményei alapján 1994-ben az ITF junior lány világbajnoka lett.
Felnőttként 35 alkalommal szerepelt Grand Slam-torna döntőjében: 12 alkalommal egyéniben, amelyeken 5 alkalommal került ki győztesen; 16 alkalommal párosban, amelyek közül 13-szor győzött, és 7 alkalommal vegyes párosban, melyek mindegyikén győztesen hagyta el a pályát. Egyike azon keveseknek, akik egyéniben, párosban és vegyes párosban is bejutottak a négy Grand Slam-torna mindegyikének döntőjébe.
Két nyári olimpián vett részt Svájc színeiben. Az 1996-os atlantai olimpián a negyeddöntőig jutott Patty Schnyder párjaként, majd 20 évvel később, a 2016-os riói olimpián a magyar származású Bacsinszky Tímea párjaként ezüstérmet szerzett.
1995-től szerepelt Svájc Fed-kupa-válogatottjában, amelyben 36 alkalommal játszott, eredménye 29–7. 1998-ban tagja volt az ezüstérmet szerzett svájci csapatnak.
2013-ban a teniszhírességek csarnokának (International Tennis Hall of Fame) tagjai közé választották, 2015-ben a szervezet első nagykövetének (Global Ambassador) nevezték ki.
Hivatalosan 2017. október 29-én jelentette be végleges visszavonulását.
2017-ben párosban az ITF világbajnoka címet kapta meg.
2018. júliusban Svájcban összeházasodott Harry Leemannal, 2019. március 8-án bejelentették, hogy kislányuk született.

## Családi háttere
Teniszrajongó családban született. Anyja Melanie Molitorová cseh, apja Hingis Károly (Karol Hingis) magyar nemzetiségű - mindketten korábban teniszeztek, anyja a 10. helyig, apja a 19. helyig jutott hazájában. Keresztnevét Martina Navratilova után kapta. Szülei korán elváltak, Martina édesanyjával Svájcba költözött.

## Sportpályafutása
Pályafutását nagyon fiatalon kezdte. Kétéves korában már teniszezni tanult édesanyja, Melanie Molitorová felügyelete alatt, 4 éves korában már versenyen indult. 12 éves korában nyerte első junior Grand Slam-tornáját. 1994-ben, 14 évesen indult először WTA-versenyen, a Zürich Openen. 15 évesen, minden idők legfiatalabbjaként nyerte első felnőtt Grand Slam-tornáját párosban, Helena Suková partnereként Wimbledonban. 16 évesen szerezte első WTA-tornagyőzelmét a Stuttgart Openen Filderstadtban. 16 éves korában nyerte első felnőtt Grand Slam-tornáját az 1997-es Australian Openen. 1997-ben, 16 évesen lett először egyéni világelső, legfiatalabbként a sportág történetében. 29 hétig volt egyidejűleg egyéni és páros világelső is, ennél hosszabb ideig ez csak Martina Navratilovának sikerült.
Három évben (1997, 1999, 2000) is megszerezte az év végi világelsőséget. Pályafutása során 548 egyéni mérkőzést nyert.
Ötszörös Grand Slam-győztes, az Australian Opent háromszor egymás után (1997, 1998, 1999) nyerte meg, és 1997-ben Wimbledonban és a US Openen is győzött. Egyéniben 43-szor, párosban 63-szor nyert WTA-tornát. Párosban tizenhárom Grand Slam-címet gyűjtött, 1998-ban megcsinálta a páros Grand Slamet, vegyes párosban hét Grand Slam-címmel büszkélkedhet, és 2015–2016-ban vegyes párosban is teljesítette az indiai Lijendar Pedzs párostársaként a karrier Grand Slamet. Pályafutása során összesen 25 Grand Slam-címet szerzett. Az első és az utolsó női páros Grand Slam-tornagyőzelme között 19 év, az első és utolsó vegyes páros Grand Slam-tornagyőzelme között 21 év telt el.

Teniszpályafutása során a Swiss Miss becenevet kapta. Sérülés miatt 2003-ban, 22 évesen visszavonult, de 2006-ban, 26 évesen újrakezdte a profi teniszezést, és újra beküzdötte magát a világranglista első 10 helyezettje közé. 2007. novemberben ismét visszavonult a versenyzéstől. 2013. júliusban ismét visszatért a nemzetközi teniszéletbe, de csak páros versenyeken indult. 2015-ben Szánija Mirza partnereként párosban nyertek Wimbledonban és a US Openen. Ugyanebben az évben vegyes párosban Lijendar Pedzs partnereként három Grand Slam-tornát nyert. 2015-ben Szánija Mirza partnereként megnyerte a WTA Finals tornát.
2016-ban a riói olimpiai játékokon Svájc színeiben női párosban Bacsinszky Tímeával ezüstérmet szerzett.
2017. október végén, a WTA Finals torna ideje alatt bejelentette, hogy a szezon végén visszavonul a profi versenyzéstől.

## Díjai, elismerései
A Tennis Magazine című neves szaklap 2005-ben a férfiakat és nőket közösen rangsorolva az elmúlt negyven év 22. legnagyobb teniszezőjének választotta. 2011. júniusban bekerült a Time magazin „A női tenisz 30 legendája: múlt, jelen, jövő” című összeállításába.
Egyéb díjai:
- 1994: ITF Junior lány világbajnok[13]
- 1995: Az év felfedezettje (WTA díj).[14]
- 1996: A legtöbbet fejlődött játékos (WTA díj)[14]
- 1997: Az év női sportolója (az Associated Press díja)[15]
- 1997: Az év játékosa (WTA díj)[14]
- 1997: ITF egyéni világbajnok[16]
- 1997: Az év sportolója (a BBC díja)[17]
- 1998: Az év párosa (WTA díj Jana Novotnával).[14]
- 1999: Az év párosa (WTA díj Anna Kurnyikovával)[14]
- 1999: ITF egyéni világbajnok[16]
- 1999: ITF páros világbajnok (Anna Kurnyikovával)[16]
- 2000: ITF egyéni világbajnok[16]
- 2000: WTA Diamond Aces díj.[14]
- 2006: Laureus-díj ("Az év visszatérője")
- 2013: Beválasztották az International Tennis Hall of Fame (teniszhírességek csarnoka) tagjai közé[2]
- 2015: Az International Tennis Hall of Fame szervezet első nagykövetének nevezték ki[3]
- 2015: Az év párosa (WTA díj Szánija Mirzával).[14]
- 2015: ITF páros világbajnok (Szánija Mirzával)[16]
- 2017: Az év párosa (WTA díj Csan Jung-zsannal)[18]

## Junior Grand Slam döntői

### Egyéni

#### Győzelmek (3)
| Év   | Bajnokság     | Borítás | Ellenfél          | Eredmény |
| ---- | ------------- | ------- | ----------------- | -------- |
| 1993 | Roland Garros | Salak   | Laurence Courtois | 7–5, 7–5 |
| 1994 | Roland Garros | Salak   | Sonya Jeyaseelan  | 6–3, 6–1 |
| 1994 | Wimbledon     | Fű      | Jeon Mi-ra        | 7–5, 6–4 |

##### Elveszített döntői (1)
| Év   | Bajnokság | Borítás | Ellenfél  | Eredmény |
| ---- | --------- | ------- | --------- | -------- |
| 1994 | US Open   | Kemény  | Meilen Tu | 2–6, 4–6 |

### Páros

#### Győzelmek (1)
| Év   | Bajnokság     | Borítás | Partner          | Ellenfél                         | Eredmény |
| ---- | ------------- | ------- | ---------------- | -------------------------------- | -------- |
| 1994 | Roland Garros | Salak   | Henrieta Nagyová | Lenka Cenková Ludmila Richterová | 6–3, 6–2 |

## Grand Slam-döntői

### Egyéni

#### Győzelmei (5)
| Év   | Helyszín            | Ellenfél a döntőben | Eredmény a döntőben |
| 1997 | Australian Open     | Mary Pierce         | 6–2, 6–2            |
| 1997 | Wimbledon           | Jana Novotná        | 2–6, 6–3, 6–3       |
| 1997 | US Open             | Venus Williams      | 6–0, 6–4            |
| 1998 | Australian Open (2) | Conchita Martínez   | 6–3, 6–3            |
| 1999 | Australian Open (3) | Amélie Mauresmo     | 6–2, 6–3            |

#### Elvesztett döntői (7)
| Év   | Helyszín            | Ellenfél a döntőben | Eredmény a döntőben |
| 1997 | Roland Garros       | Iva Majoli          | 6–4, 6–2            |
| 1998 | US Open             | Lindsay Davenport   | 6–3, 7–5            |
| 1999 | Roland Garros (2)   | Steffi Graf         | 4–6, 7–5, 6–2       |
| 1999 | US Open (2)         | Serena Williams     | 6–3, 7–6(4)         |
| 2000 | Australian Open     | Lindsay Davenport   | 6–1, 7–5            |
| 2001 | Australian Open (2) | Jennifer Capriati   | 6–4, 6–3            |
| 2002 | Australian Open (3) | Jennifer Capriati   | 4–6, 7–6(7), 6–2    |

### Páros

#### Győzelmei (13)
| Év   | Verseny             | Borítás | Partner          | Ellenfelek a döntőben                      | Eredmény         |
| 1996 | Wimbledon           | Fű      | Helena Suková    | Meredith McGrath Larisa Savchenko Neiland  | 5–7, 7–5, 6–1    |
| 1997 | Australian Open     | Kemény  | Natallja Zverava | Lindsay Davenport Lisa Raymond             | 6–2, 6–2         |
| 1998 | Australian Open (2) | Kemény  | Mirjana Lučić    | Lindsay Davenport Natallja Zverava         | 6–4, 2–6, 6–3    |
| 1998 | Roland Garros       | Salak   | Jana Novotná     | Lindsay Davenport Natallja Zverava         | 6–1, 7–6(4)      |
| 1998 | Wimbledon (2)       | Fű      | Jana Novotná     | Lindsay Davenport Natallja Zverava         | 6–3, 3–6, 8–6    |
| 1998 | US Open             | Kemény  | Jana Novotná     | Lindsay Davenport Natallja Zverava         | 6–3, 6–3         |
| 1999 | Australian Open (3) | Kemény  | Anna Kurnyikova  | Lindsay Davenport Natallja Zverava         | 7–5, 6–3         |
| 2000 | Roland Garros (2)   | Salak   | Mary Pierce      | Virginia Ruano Pascual Paola Suárez        | 6–2, 6–4         |
| 2002 | Australian Open (4) | Kemény  | Anna Kurnyikova  | Daniela Hantuchová Arantxa Sánchez Vicario | 6–2, 6–7(4), 6–1 |
| 2015 | Wimbledon (3)       | Fű      | Szánija Mirza    | Jekatyerina Makarova Jelena Vesznyina      | 5–7, 7–6(4), 7–5 |
| 2015 | US Open (2)         | Kemény  | Szánija Mirza    | Casey Dellacqua Jaroszlava Svedova         | 6–3, 6–3         |
| 2016 | Australian Open (5) | Kemény  | Szánija Mirza    | Andrea Hlaváčková Lucie Hradecká           | 7–6(1), 6–3      |
| 2017 | US Open (3)         | Kemény  | Csan Jung-zsan   | Lucie Hradecká Kateřina Siniaková          | 6–3, 6–2         |

#### Elveszített döntői (3)
| Év   | Verseny         | Borítás | Partner         | Ellenfelek a döntőben                 | Eredmény         |
| 1999 | Roland Garros   | Salak   | Anna Kurnyikova | Serena Williams Venus Williams        | 3–6, 7–6(2), 6–8 |
| 2000 | Australian Open | Kemény  | Mary Pierce     | Lisa Raymond Rennae Stubbs            | 4–6, 7–5, 4–6    |
| 2014 | US Open         | Kemény  | Flavia Pennetta | Jekatyerina Makarova Jelena Vesznyina | 6–2, 3–6, 2–6    |

### Vegyes páros (7)

#### Győzelmei (7)
| Év   | Verseny             | Borítás | Partner        | Ellenfelek a döntőben             | Eredmény         |
| 2006 | Australian Open     | Kemény  | Mahes Bhúpati  | Jelena Lihovceva Daniel Nestor    | 6–3, 6–3         |
| 2015 | Australian Open (2) | Kemény  | Lijendar Pedzs | Kristina Mladenovic Daniel Nestor | 6–4, 6–3         |
| 2015 | Wimbledon           | Fű      | Lijendar Pedzs | Babos Tímea Alexander Peya        | 6–1, 6–1         |
| 2015 | US Open             | Kemény  | Lijendar Pedzs | Bethanie Mattek-Sands Sam Querrey | 6–4, 3–6, [10–7] |
| 2016 | Roland Garros       | Salak   | Lijendar Pedzs | Szánija Mirza Ivan Dodig          | 4–6, 6–4, [10–8] |
| 2017 | Wimbledon (2)       | Fű      | Jamie Murray   | Heather Watson Henri Kontinen     | 6–4, 6–4         |
| 2017 | US Open (2)         | Kemény  | Jamie Murray   | Csan Hao-csing Michael Venus      | 6–1, 4–6, [10–8] |

## Eredményei Grand Slam-tornákon

### Egyéni
| Grand Slam | Australian Open | Australian Open   | Roland Garros | Roland Garros     | Wimbledon   | Wimbledon       | US Open  | US Open           |
| Év         | Eredmény        | Utolsó ellenfél   | Eredmény      | Utolsó ellenfél   | Eredmény    | Utolsó ellenfél | Eredmény | Utolsó ellenfél   |
| 1994       | –               | –                 | –             | –                 | –           | –               | –        | –                 |
| 1995       | 2. kör          | Kyōko Nagatsuka   | 3. kör        | Lindsay Davenport | 1. kör      | Steffi Graf     | 4. kör   | Gabriela Sabatini |
| 1996       | Negyeddöntő     | Amanda Coetzer    | 3. kör        | Karina Habšudová  | 4. kör      | Steffi Graf     | Elődöntő | Steffi Graf       |
| 1997       | Győzelem        | Mary Pierce       | Döntő         | Iva Majoli        | Győzelem    | Jana Novotná    | Győzelem | Venus Williams    |
| 1998       | Győzelem        | Conchita Martínez | Elődöntő      | Szeles Mónika     | Elődöntő    | Jana Novotná    | Döntő    | Lindsay Davenport |
| 1999       | Győzelem        | Amélie Mauresmo   | Döntő         | Steffi Graf       | 1. kör      | Jelena Dokić    | Döntő    | Serena Williams   |
| 2000       | Döntő           | Lindsay Davenport | Elődöntő      | Mary Pierce       | Negyeddöntő | Venus Williams  | Elődöntő | Venus Williams    |
| 2001       | Döntő           | Jennifer Capriati | Elődöntő      | Jennifer Capriati | 1. kör      | V Ruano Pascual | Elődöntő | Serena Williams   |
| 2002       | Döntő           | Jennifer Capriati | –             | –                 | –           | –               | 4. kör   | Szeles Mónika     |
| 2003       | –               | –                 | –             | –                 | –           | –               | –        | –                 |
| 2004       | –               | –                 | –             | –                 | –           | –               | –        | –                 |
| 2005       | –               | –                 | –             | –                 | –           | –               | –        | –                 |
| 2006       | Negyeddöntő     | Kim Clijsters     | Negyeddöntő   | Kim Clijsters     | 3. kör      | Szugijama Ai    | 2. kör   | Virginie Razzano  |
| 2007       | Negyeddöntő     | Kim Clijsters     | –             | –                 | 3. kör      | Laura Granville | 3. kör   | V Azaranka        |

### Páros
| Grand Slam | Australian Open           | Australian Open                    | Roland Garros              | Roland Garros                      | Wimbledon                     | Wimbledon                       | US Open                       | US Open                             |
| Év         | Eredmény Partner          | Utolsó ellenfél                    | Eredmény Partner           | Utolsó ellenfél                    | Eredmény Partner              | Utolsó ellenfél                 | Eredmény Partner              | Utolsó ellenfél                     |
| 1994       | −                         | −                                  | −                          | −                                  | −                             | −                               | −                             | −                                   |
| 1995       | 1. kör Annabel Ellwood    | Mana Endo Naoko Sawamatsu          | −                          | −                                  | 2. kör Radka Zrubáková        | Manon Bollegraf Rennae Stubbs   | 3. kör Iva Majoli             | Gigi Fernández Natallja Zverava     |
| 1996       | 1. kör Iva Majoli         | Miho Saeki Yuka Yoshida            | Negyeddöntő Helena Suková  | Meredith McGrath Larisa Neiland    | Győzelem Helena Suková        | Meredith McGrath Larisa Neiland | Elődöntő Helena Suková        | Jana Novotná A Sánchez Vicario      |
| 1997       | Győzelem Natallja Zverava | Lindsay Davenport Lisa Raymond     | Elődöntő A Sánchez Vicario | Gigi Fernández Natallja Zverava    | Negyeddöntő A Sánchez Vicario | Nicole Arendt Manon Bollegraf   | Elődöntő A Sánchez Vicario    | Lindsay Davenport Jana Novotná      |
| 1998       | Győzelem M Lučić-Baroni   | Lindsay Davenport Natallja Zverava | Győzelem Jana Novotná      | Lindsay Davenport Natallja Zverava | Győzelem Jana Novotná         | L Davenport Natallja Zverava    | Győzelem Jana Novotná         | Lindsay Davenport Natallja Zverava  |
| 1999       | Győzelem Anna Kurnyikova  | Lindsay Davenport Natallja Zverava | Döntő Anna Kurnyikova      | Serena Williams Venus Williams     | −                             | −                               | −                             | −                                   |
| 2000       | Döntő Mary Pierce         | Lisa Raymond Rennae Stubbs         | Győzelem Mary Pierce       | V Ruano Pascual Paola Suárez       | 2. kör Mary Pierce            | Amélie Cocheteux Nathalie Dechy | 3. kör Mary Pierce            | Conchita Martínez Patricia Tarabini |
| 2001       | Elődöntő Szeles Mónika    | Serena Williams Venus Williams     | −                          | −                                  | −                             | −                               | Negyeddöntő Jennifer Capriati | Lisa Raymond Rennae Stubbs          |
| 2002       | Győzelem Anna Kurnyikova  | D Hantuchová A Sánchez Vicario     | −                          | −                                  | −                             | −                               | Negyeddöntő Anna Kurnyikova   | V Ruano Pascual Paola Suárez        |
| 2003−2006  | −                         | −                                  | −                          | −                                  | −                             | −                               | −                             | −                                   |
| 2007       | 2. kör Sz Kuznyecova      | Marija Kirilenko Jelena Vesznyina  | −                          | −                                  | −                             | −                               | 3. kör D Hantuchová           | Květa Peschke Rennae Stubbs         |
| 2008−2012  | −                         | −                                  | −                          | −                                  | −                             | −                               | −                             | −                                   |
| 2013       | −                         | −                                  | −                          | −                                  | −                             | −                               | 1. kör D Hantuchová           | Sara Errani Roberta Vinci           |
| 2014       | −                         | −                                  | −                          | −                                  | 1. kör Vera Zvonarjova        | Cara Black Szánija Mirza        | Döntő Flavia Pennetta         | J Makarova J Vesznyina              |
| 2015       | 3. kör Flavia Pennetta    | Csan Jung-zsan Cseng Csie          | Negyeddöntő Szánija Mirza  | B Mattek-Sands Lucie Šafářová      | Győzelem Szánija Mirza        | J Makarova J Vesznyina          | Győzelem Szánija Mirza        | Casey Dellacqua J Svedova           |
| 2016       | Győzelem Szánija Mirza    | A Hlaváčková Lucie Hradecká        | 3. kör Szánija Mirza       | B Krejčíková K Siniaková           | Negyeddöntő Szánija Mirza     | Babos Tímea J Svedova           | Elődöntő Coco Vandeweghe      | Caroline Garcia K Mladenovic        |
| 2017       | 2. kör Coco Vandeweghe    | Ashleigh Barty Casey Dellacqua     | Elődöntő Csan Jung-zsan    | B Mattek-Sands Lucie Šafářová      | Negyeddöntő Csan Jung-zsan    | A-L Grönefeld Květa Peschke     | Győzelem Csan Jung-zsan       | Lucie Hradecká Kateřina Siniaková   |

## Év végi világranglista-helyezései
| Év     | 1997 | 1998 | 1999 | 2000 | 2001 | 2002 | 2003–2005 | 2006 | 2007 | 2008–2012 | 2013 | 2014 | 2015 | 2016 | 2017 |
| Egyéni | 1.   | 2.   | 1.   | 1.   | 4.   | 10.  | −         | 7.   | 19.  | –         | –    | −    | −    | −    | −    |
| Páros  | −    | –    | –    | –    | 30.  | 15.  | –         | –    | 64.  | –         | 180. | 11.  | 2.   | 4.   | 1.   |